# Суок, Серафима Густавовна
Серафи́ма Гу́ставовна Суо́к (1 (14) июня 1902 года, Одесса, Российская империя — 1983 год, Москва, СССР) — младшая из трёх сестёр Суок. Была женой, последовательно, Владимира Нарбута, Николая Харджиева и Виктора Шкловского.

## Биография
Родилась в Одессе. Младшая дочь преподавателя музыки, австрийского эмигранта, Густава Суока. Сёстры — Лидия (1895—1969), жена поэта Эдуарда Багрицкого; Ольга (1899—1978), супруга писателя Юрия Олеши.
Считавшаяся самой красивой из сестёр Суок, Серафима пережила в Одессе бурный роман с Юрием Олешей, жила с ним в фактическом браке . Затем пара переехала в Харьков, где Владимир Нарбут увёл её у Олеши, угрожая самоубийством; предполагается, что в результате этих событий Олеша сделал Нарбута одним из прототипов героя своего романа «Зависть». Впоследствии Олеша женился на её сестре Ольге.
Серафима Суок считается одним из прототипов героини, носящей имя Суок в романе Олеши «Три толстяка» (среди других называют её сестру Ольгу и первую любовь писателя Валентину Грюнзайд). В книге воспоминаний Валентина Катаева «Алмазный мой венец» Серафима Суок выведена в крайне неприглядном виде под псевдонимом «дружочек».
Умерла в 1983 году, похоронена на Новодевичьем кладбище Москвы рядом с сёстрами. Архивные материалы по Серафиме Суок (Шкловской) хранятся в РГАЛИ.

### Семья
- Первый муж — одесский бухгалтер, поэт-любитель; имя неизвестно, печатался под псевдонимом «Мак» (1920 год).
- Фактический брак с Юрием Олешей.
- Второй муж — Владимир Нарбут, поэт (поженились 1922 году)[9].
- Третий муж — Николай Харджиев, писатель (поженились в 1936 году).
- Четвертый муж — Виктор Шкловский (1893—1984), писатель (встретились в годы ВОВ в эвакуации в Алма-Ате, долгое время сожительствовали, официально поженились в 1956 году)[10][4].

## Память
- В 2008 году на телевизионном канале «Культура» демонстрировался документальный фильм «Больше, чем любовь. Юрий Олеша и Ольга Суок», где помимо истории главных героев повествования было рассказано о Серафиме Суок и Владимире Нарбуте[11].